# Biais spatial et biais temporel

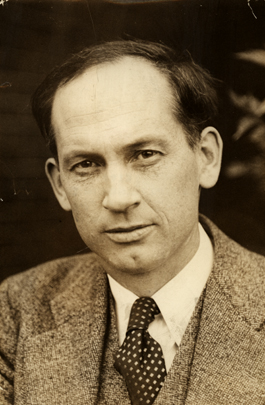
Harold Innis (1920)

Le théoricien Harold Innis (1894–1952) a élaboré en [Quand ?] le concept de biais temporel ou spatial pour décrire la façon dont fonctionnent les médias en société. Il distingue deux tendances au sein des médias : 
1. les médias à biais temporel, qui favorisent la conservation du savoir sur de longues périodes,
2. les médias à biais spatial, qui diffusent le savoir sur de grandes distances.

Les partis pris de la communication influent directement sur la façon dont les médias exercent le contrôle[Lequel ?], et partant, la façon dont la société est organisée.